# Nigel Andrews
Nigel Andrews (geboren 3. April 1947) ist ein britischer Filmkritiker.

## Leben
Andrews studierte an der Cambridge University. Danach war er beim British Film Institute Herausgeber der „Cinema One book series“. Er schrieb Kritiken für Sight & Sound und für das „Monthly Film Bulletin“. Er arbeitete freischaffend für BBC Radio. 1985 wurde er bei den British Press Awards als Kritiker des Jahres ausgezeichnet.
Andrews hat Biografien über die Filmschauspieler Arnold Schwarzenegger und John Travolta veröffentlicht. Zum Film Der weiße Hai (Jaws) produzierte ein Nachschlagewerk. Andrews schreibt Filmkritiken für die Financial Times. 

## Schriften
- „Jaws“: The Ultimate A-Z. New York : Bloomsbury Pub., 1999
- Travolta: The Life. New York : Bloomsbury, 1998
- True Myths of Arnold Schwarzenegger: The Life and Times of Arnold Schwarzenegger, from Pumping Iron to Governor of California. London : Bloomsbury, 1995
  - Arnold Schwarzenegger : Mythos und Wahrheit eines amerikanischen Traums. Übersetzung Bert Rebhandl. St. Andrä-Wördern : Hannibal, 1997
- Horror films. New York : Gallery Books, 1985
- (Mhrsg.): The Book of the cinema. Vorwort François Truffaut. London : Artists House, 1979